# Lukáš Třešňák
Lukáš Třešňák (9 marzo 1990) è un calciatore ceco, attaccante dello Jinočany.